# Playa Grande (Costa Rica)
Playa Grande es una playa de Costa Rica localizada en el cantón de Santa Cruz, en la provincia de Guanacaste. Se encuentra ubicada dentro del Parque Nacional Marino Las Baulas, lugar de conservación de la tortuga baula, y es uno de los sitios turísticos más apetecidos del país por ser uno de los mejores lugares para la práctica del surf.

## Localización y acceso
Playa Grande se encuentra en el distrito de Cabo Velas, a 289 km de la capital del país San José (unas 4 horas, 15 minutos en auto por la Carretera Interamericana Norte), pero Guanacaste cuenta con su propio aeropuerto internacional en la ciudad de Liberia, cabecera de la provincia, localizada a 69 km de Tamarindo (1 hora de manejo en auto). Esta playa está ubicada dentro del Parque Nacional Marino Las Baulas, creado en 1995 para asegurar la supervivencia de la tortuga baula, y el cual protege cerca de 450 hectáreas de playas, bosques y manglares en el sector noroeste de la Península de Nicoya. Es accesible vía terrestre todo el año pero, aunque solo está distante 2 km de Tamarindo, no hay carretera directa de Playa Grande a Tamarindo porque están separados por el Estuario y Reserva Natural de Tamarindo, y el viaje en coche dura 45 min. Sin embargo, se puede ir andando por la playa de Tamarindo y tomar transporte acuático para cruzar el Estero de Tamarindo, llegando en tan solo 15 min a Playa Grande.

## Clima
Presenta un tipo de clima tropical. La temporada de lluvia es de mayo a octubre, con cielos despejados por la mañana y tormentas al anochecer.

## Características de la playa
Playa Grande es una playa litogénica de arena blanca, ubicada dentro de la Bahía de Tamarindo, que mide cerca de 3600 m de longitud, es de forma recta hacia el sur y curva en sector noroeste, antes de llegar a Cabo Velas. La extensa playa es un territorio ideal para tomar baños de sol, para descansar y realizar recorridos, especialmente hacia el oeste, donde se puede llegar hasta las pequeñas y pintorescas playas Ventanas y Carbón y el cerro El Morro. Durante la marea baja se caracteriza por formar piscinas naturales. El bañista debe tomar precauciones en la desembocadura del estero el cual se localiza hacia Tamarindo.

## Reserva natural
Playa Grande es parte del Parque Nacional Marino Las Baulas, y es el hogar de la tortuga marina baula, el quelonio marino más grande del mundo, pero también habitan en la zona del parque cerca de 174 especies marinas y de aves. Dentro del parque también pueden ser observadas otras especies como el zorro pelón (Didelphis marsupialis), el venado (Odocoileus virginianus), mono congo (Alouatta palliata), coyote (Canis latrans) y mapache (Procyon lotor). Por ser un área marina los reptiles, anfibios e invertebrados son abundantes y fácilmente observables: entre los más comunes se pueden citar: el cangrejo tajalín (Cardisoma rasjum), la boa (Boa constrictor), el garrobo (Basiliscus basiliscus) y el cocodrilo (Crocodylus acutus).
La playa está abierta al público solamente durante el día cuando se llevan a cabo las «arribadas» o temporada de anidación de las tortugas (de octubre a mayo). Durante la noche, los guardaparques patrullan el Parque para asegurarse de proteger las tortugas y sus huevos especialmente de los cazadores y turistas demasiado entusiasmados y que se constituyen en una amenaza para la subsistencia de la especie.

## Turismo
Durante la época de desove de la tortuga baula, hay guías especializados en la materia que trabajan para el parque, que realizan tours guiados para observar la anidada de esta especie marina. Por ley, está prohibido la colocación de luz artificial cerca de la playa, para evitar desorientar a las crías que eclosionan y que éstas no marchen hacia la zona poblada, sino hacia el mar, por lo que no hay hoteles con vista a la playa, pero sí dentro del área protegida, algo no muy casual en Costa Rica. Además, cercano a Playa Grande se encuentra la localidad de Tamarindo que tiene infraestructura turística desarrollada. Solo existe un hotel cerca de la playa que es el Hotel «Las Tortugas» y que fue construido antes de que se estableciera el Parque Nacional Marino Las Baulas. En este hotel se pueden alquilar equipos de surfboards, kayaks, snorkeling y caballos.
Playa Grande cuenta con excelentes cualidades para la práctica del surfing y está, de hecho, catalogada como una de las mejores playas del país para practicar este deporte, puesto que cuenta con un oleaje consistente y constante. Gracias a su orientación pleno oeste, la costa recibe un amplio abanico de «swells» que generan olas a diario. Durante la temporada de lluvias, de abril a noviembre, la costa recibe el «swell» generado por las bajas presiones en el Pacífico Sur, mientras durante la temporada seca, de diciembre a marzo, la costa recibe el «swell» del noroeste, creando así condiciones ideales para la práctica del surf durante todo el año. Es uno de los cuatro «spots» del balneario Tamarindo, junto con Playa Negra, Roca Bruja y Olie's Point. También cuenta con un «Surfcamp» para aprender a practicar este deporte.

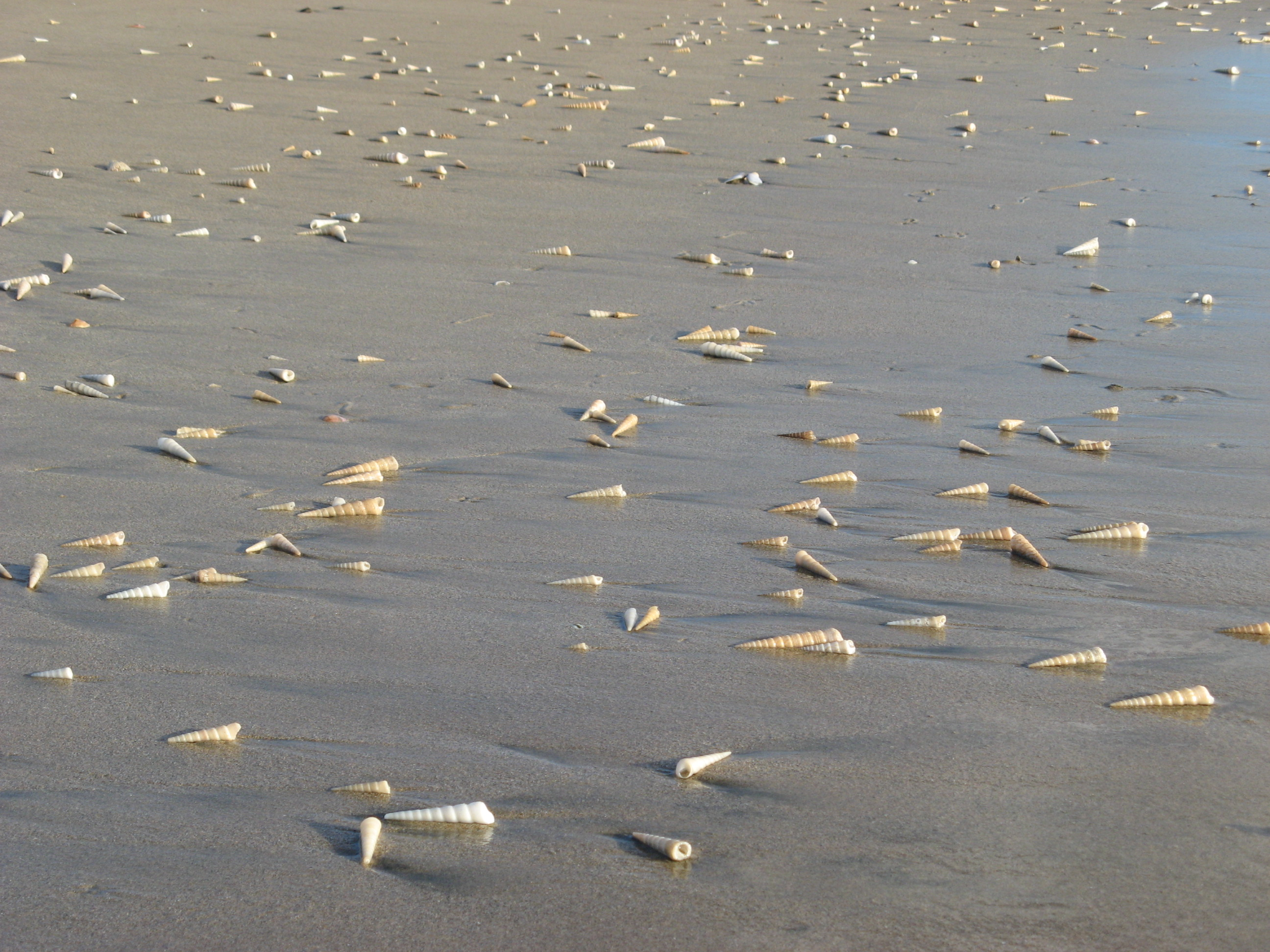
Conchas en Playa Grande.
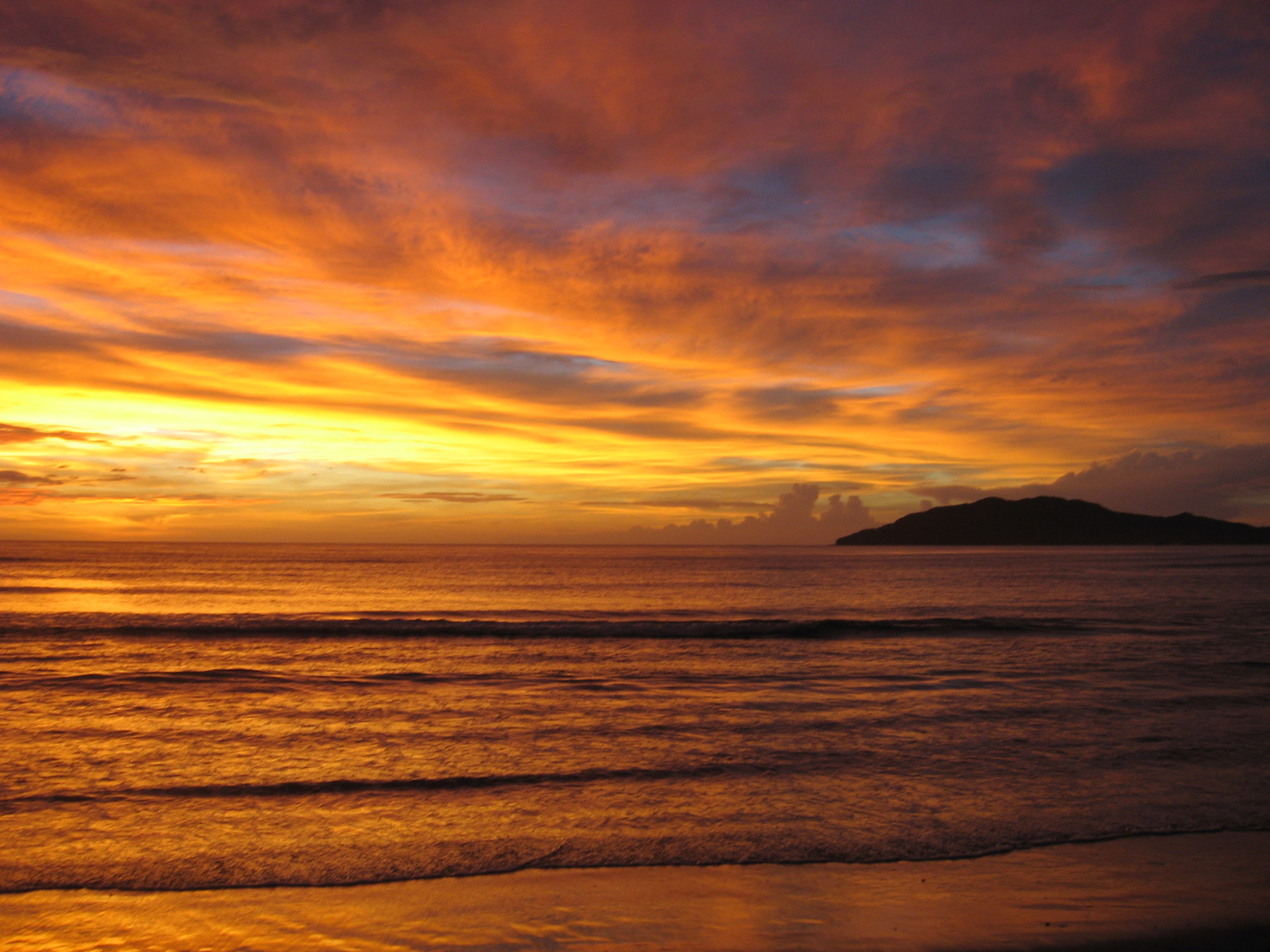
Puesta de sol.
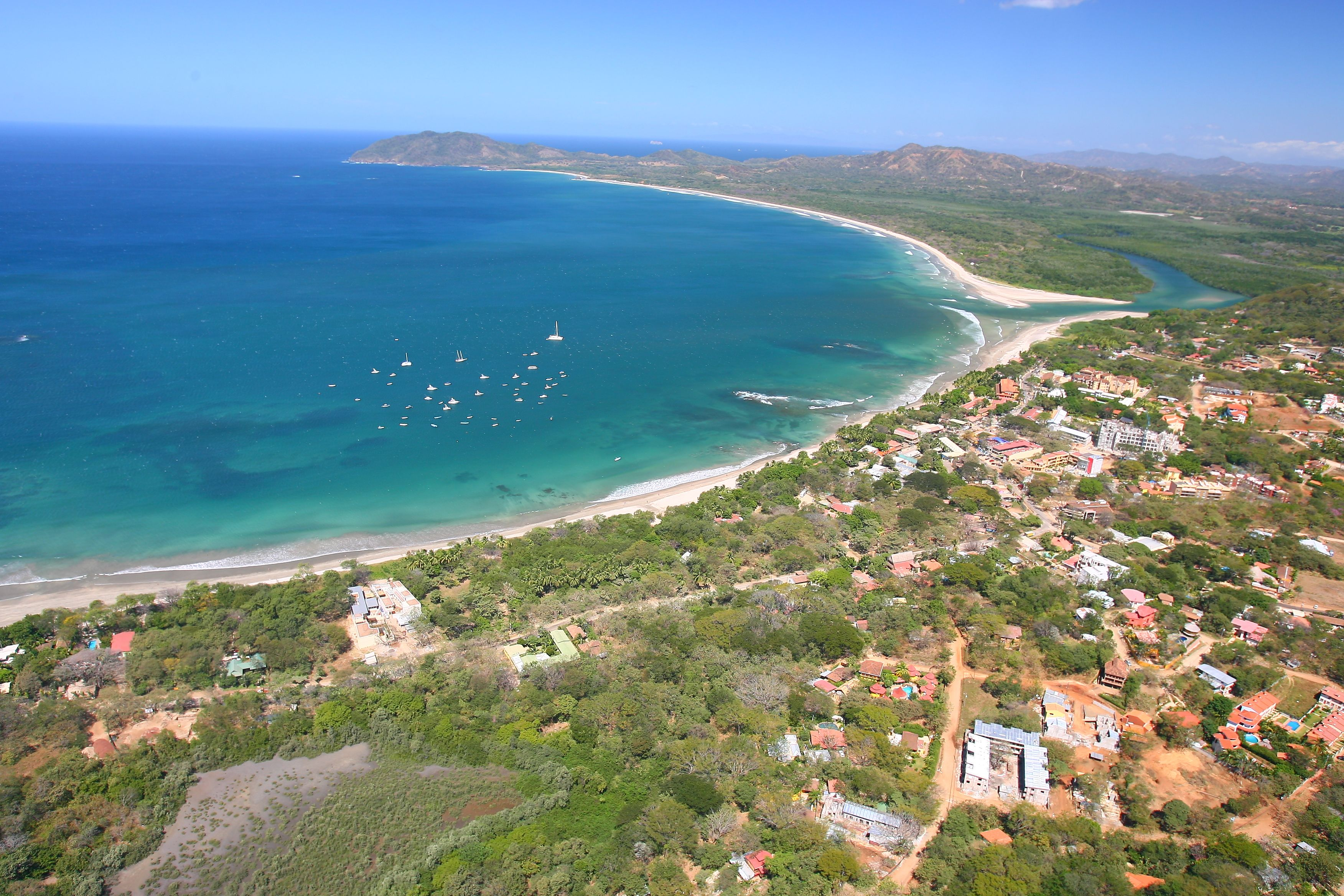
Vista aérea
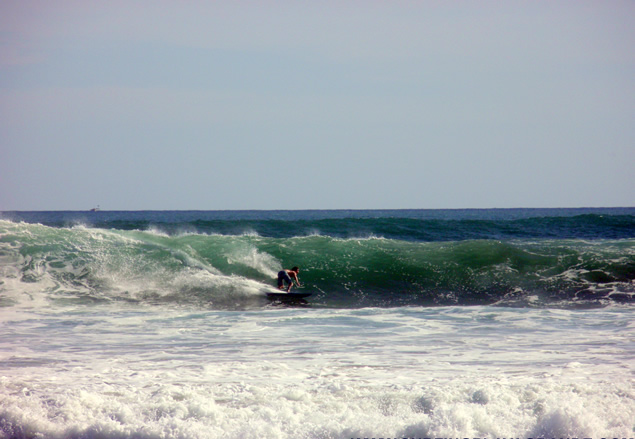
Surf en Playa Grande.